# Cessna O-2 Skymaster
Cessna O-2 Skymaster – amerykański samolot obserwacyjny opracowany w latach 60. XX wieku na bazie cywilnego modelu 337.

## Historia
Samolot zamówiony został przez US Air Force w 1966 roku w celu zastąpienia modelu O-1 Bird Dog w roli samolotu naprowadzania lotnictwa (ang. Forward Air Control). Oblot samolotu nastąpił w styczniu, a pierwsza dostawa w marcu 1967 roku.
O-2 Skymaster był samolotem o konstrukcji dwubelkowej, wyposażonym w dwa silniki tłokowe, jeden napędzający śmigło umieszczone z przodu, a drugi z tyłu kadłuba. Załogę samolotu stanowiły dwie osoby (pilot i obserwator). W podstawowej wersji (O-2A) samolot miał cztery zaczepy umożliwiające podwieszenie m.in. pocisków rakietowych, flar czy karabinów maszynowych. Samolot produkowano także w wersji do walki psychologicznej (O-2B), wyposażonej w megafony i zasobniki do zrzutu ulotek.
Produkcja samolotu zakończyła się w 1970 roku. Łącznie wyprodukowanych zostało 513 egzemplarzy samolotu w wersji O-2A (w tym 12 dla Cesarskich Sił Powietrznych Iranu) oraz 31 w wersji O-2B. O-2 Skymaster pozostawał w czynnej służbie w US Air Force do lat 80. XX wieku, biorąc udział m.in. w wojnie wietnamskiej.